# Anton Wełkow
Anton "Toni" Wełkow (ur. 15 lipca 1968 w Sofii) – bułgarski piłkarz i – obecnie – trener piłkarski.

## Kariera piłkarska i szkoleniowa
Jako piłkarz – bez większych osiągnięć – występował w Łokomotiwie Sofia oraz w zespołach ze Stanów Zjednoczonych i Niemiec.
Po zakończeniu kariery piłkarskiej, rozpoczął pracę szkoleniową. W 2007 został asystentem Stefana Grozdanowa w Lokomotiwie, a po jego zwolnieniu pełnił taką samą funkcję u boku w Dimityra Aleksiewa w Miniorze Pernik, gdzie wspólnie wywalczyli awans do ekstraklasy w sezonie 2008–2009.
W 2009 Wełkow został pierwszym trenerem tego klubu. Z beniaminkiem zajął ósme miejsce w lidze, pokonując po drodze 3:0 CSKA Sofia; te wyniki sprawiły, że prasa zaczęła o nim pisać jako o jednym z najbardziej utalentowanych trenerów młodego pokolenia. Jednak słabsze mecze na początku nowego sezonu skutkowały tym, że już jesienią 2010 Wełkow otrzymał dymisję.
Kilka miesięcy później zastąpił Krasimira Bałykowa na stanowisku szkoleniowca Czernomorca 919 Burgas, jednak przygoda z tym klubem okazała się jeszcze krótsza i mniej owocna. W ciągu trzech miesięcy pracy w czterech ligowych meczach zanotował trzy porażki i remis. Jego miejsce szybko zajął doświadczony Georgi Wasilew.
Od października 2011 jest trenerem Łokomotiwu Sofia.